# Comprendre (Revista)
La revista Comprendre: revista catalana de filosofia és una publicació acadèmica, fundada l'any 1999 per la Facultat de Filosofia de la Universitat Ramon Llull, que n'és també l'editora.
La revista té un doble objectiu: en primer lloc, promoure la investigació i divulgar els estudis de filosofia a Catalunya; i en segon lloc, presentar i difondre el panorama internacional actual dels estudis filosòfics contemporanis. Des del 2011 ha iniciat una nova etapa, tot aprofundint en els seus principals eixos intel·lectuals i en les seves principals àrees temàtiques, que serien l'epistemologia, la metafísica, la lògica, l'antropologia, la història de la filosofia, l'ètica, la filosofia de la ciència, l'hermenèutica o l'estètica, entre d'altres. Els seus directors fins al moment han estat: Josep Monserrat i Molas (1999-2006), Ignasi Roviró i Alemany (2006-2010) i Armando Pego Puigbó (2011-).
La revista està indexada a diverses bases de dades, com ara a Erih Plus, CIRC, IBR, IBZ, IBZ Online ISOC, Latindex, Dialnet, Scopus, Raco.cat, Philosopher's Index i Répertoire bibliographique de la philosophie (Université de Louvain). Disposa actualitzat el Segell de Qualitat FECYT, i també el Segell de Qualitat Carhus Plus+C emès per l'AGAUR (Agència de Gestió d'Ajuts Universitaris i de Recerca). El seu ICDS, de 9,8, està inclòs a MIAR (Matriu d'Informació per a l'Anàlisi de Revistes) de la Universitat de Barcelona. Forma part també de REDIB (Red Iberoamericana de Innovación y Conocimiento científico). També està present al SJR (Scimago Journal & Country Rank).